# Trivigno
Trivigno község (comune) Olaszország Basilicata régiójában, Potenza megyében.

## Fekvése
A megye központi részén fekszik, a Basento folyó völgyében. Határai: Albano di Lucania, Anzi, Brindisi Montagna és Castelmezzano.

## Története
A település a 11-12. században alakult Trivinea néven. A 13. században Albano di Lucaniához tartozott, s teljesen elnéptelenedett. A 14. század végén a Carafa nemesi család újra benépesítette.

## Népessége
A népesség számának alakulása:

## Főbb látnivalói
- San Pietro Apostolo-templom
- Sant’Antonio Abate-templom (1691)